# Архиепархия Лукки
Архиепархия Лукки (лат. Archidioecesis Lucensis, итал. Arcidiocesi di Lucca) — архиепархия-митрополия Римско-католической церкви, подчиняющаяся непосредственно Святому Престолу. В настоящее время епархией управляет архиепископ Паоло Джульетти. Архиепископ-эмерит — Бенвенуто Итало Кастеллани.
Клир епархии включает 306 священников (277 епархиальных и 29 монашествующих священников), 17 диаконов, 50 монахов, 426 монахинь.
Адрес епархии: Via Arcivescovato 45, 55100 Lucca, Italia.

## Территория
В юрисдикцию епархии входят 362 прихода в коммуннах Тосканы: почти все в провинции Лукка, за исключением части коммуны Альтопашо, из которой в архиепархию входит лишь фракцию (село) Бадия-Поццевери, и коммуны Монте-Карло (обе входят в состав епархии Пеши); также за исключением коммун Барга, Форте-дей-Марми, Петрасанта, Серавецца и части коммуны Стаццема (все входят в архиепархию Пизы). В архиепархию Лукки входит западная часть коммуны Пеша в провинции Пистоя (приходы в Коллоди, Венери, Арамо, Фиббьялла-ди-Медичина, Медичина, Понтито, Сан-Квирико, Валлерьяна и Стьяппа).
Все приходы образуют 11 пастырских зон.
Кафедра архиепископа находится в городе Лукка в Соборе Святого Мартина.

## История
Кафедра в Лукке была основана в I веке. Изначально епархия напрямую подчинялась Святому Престолу.
В 683 году был освящен новый храм в честь Святого Фредиана, построенный на месте другой, старейшей церкви в честь мучеников Святых Лаврентия, Викентия и Стефана. В том же году приход был поручен монахам во главе с аббатом Баббино. В XII веке собор пережил реконструкцию и был снова освящен Папой Евгением III.
В 1070 году был освящен нынешний собор.
В 1120 году Папа Каллист II предоставил архиереям Лукки паллиум, пилеоло (красную кардинальскую шапочку) и митрополичий крест.
Другой особой привилегией было сжигание пакли во время пения Gloria in excelsis Deo во время Папского богослужения.
В 1387 году император Карл IV предоставил архиереям Лукки право присваивать степени лауреатов философии и медицины, назначать нотариусов и рыцарей, узаконивать бастардов.
Архиереи Лукки титуловались князьями Священной Римской империи, графам-палатинами, графами Дьечимо, Пьяцца и Зала ди Гарфаньяна.
11 сентября 1726 года епархия была возведена в ранг архиепархии буллой Inscrutabili divinae Папы Бенедикта XIII.
5 сентября 1992 года в архиепархию вошёл викариат Гарфаньяна, который ранее принадлежал епархии Масса-Каррара-Понтремоли.

## Ординарии епархии
| - Святой Павлин I; - Святой Валерий; - Максим (343); - Святой Феодор; - Павлин II (упомянут в 359); - Оссеквенций (упомянут в 546); - Лаврентий (556); - Геминиан (560); - Святой Фридиан (560 — 13.3.588); - Валериан (588); - Лето (упомянут в 649); - Элевтерий (упомянут в 679); - Фелика (685 — 9.11.686); - Бальсари (700); - Талеспериан (713/714 — 18.12.729); - Вальпранд (737—754); - Передей (755—779); - Иоанн I (781—800); - Иаков I (801—818); - Пётр I (819—834); - Беренгарий I (9.11.837 — 843); - Амброгий (14.12.843 — 28.2.852); - Иеремия (20.12.852 — 2.11.867); - Герард I (869 — 19.11.895); - Пётр II (896—932); - Конрад (935—964); - Агино (967); - Адальгонд (968—978); - Гвидо I (979—981); - Теудигрим (983—987); - Изальфред (988—989); - Герард II (991—1003); - Родиланд (1005); - Гримиццо (1014 — 22.10.1022); - Иоанн II (1023 — 28.5.1056); - Ансельмо I (1057 — 21.4.1073) — в 1061 году был избран Папой под именем Александра II; - Святой Ансельмо II (1073 — 18.3.1086); - Готтифредо (1091); - Ранджерио (1097 — 25.1.1112); - Родольфо (1112 — 1.12.1118); - Бенедетто I (1.12.1118 — 15.1.1128); - Уберто (1128—1135); - Оттоне (1138—1146); - Грегорио (1147 — 26.2.1164); - Пьевано (1159—1166) — схизматик; - Ландо (1167—1176) — схизматик; - Гульельмо I (1170 — 23.3.1194); - Гвидо III (1194 — 9.5.1202); - Роберто (1202 — 21.9.1225); - Риччардо (сентябрь 1225—1225) — избранный епископ; - Опиццано (1228—1231); - Гверчо Тебальдуччи (12.12.1236 — 22.11.1256); - Энрико I (22.11.1256 — 21.10.1269); - Пьетро Анджорелло (14.5.1269 — 18.5.1274) — доминиканец; - Паганелло да Поркари (9-11.8.1274 — 9.2.1300); | - Энрико II (1.8.1300 — 1323) — францисканец; - Гульельмо ди Монтальбано (26.1.1330 — 8.4.1349) — доминиканец; - Беренгарио Блаксини (21.10.1349 — 14.1.1368); - Гульельмо Лодарт (17.8.1368 — 16.6.1373); - Паоло Габриэлли (9.1.1374 — 10.9.1380); - Антонио да Рипариа (29.10.1380 — 16.8.1383); - Джованни Сальвуччи (9.10.1383 — 24.9.1393) — францисканец; - Никколо Гвиниджи (31.1.1394 — 15.11.1435); - Людовико Маулини (23.12.1435 — 24.10.1440); - Бальдассарре Манни (30.1.1441 — 18.1.1448); - Стефано Трента (14.3.1448 — 18.9.1477) - Якопо Пикколомини-Амманнати (24.9.1477 — 10.9.1479) — апостольский администратор; - Никколо Сандоннини (15.9.1479 — 19.7.1499); - Фелино Сандеи (19.7.1499 — 1499); - Джулиано делла Ровере (6 ноября 1499 — 29 августа 1501) — апостольский администратор; - Фелино Сандеи (29.8.1501 — 6.9.1503) — вторично; - Галеотто Франчотти делла Ровере (1503 — 11.9.1507); - Систо Гара делла Ровере (11.9.1507 — 4.3.1517) — апостольский администратор; - Леонардо Гроссо делла Ровере (4.3.1517 — 9.3.1517); - Рафаэль Риарио (9 марта 1517 — 13 ноября 1517) — апостольский администратор; - Франческо Риарио-Сфорца (13.11.1517 — 1546); - Бартоломео Гвидиччони (26.5.1546 — 4.11.1549); - Алессандро Гвидиччони Старший (4.11.1549 — 1600); - Алессандро Гвидиччони Младший (1600 — 16.3.1637); - кардинал Маркантонио Франчотти (30.3.1637 — 31.7.1645); - Джаванбаттиста Райнольди (31.7.1645 — 26.12.1649); - Пьетро Рота (27.6.1650 — 12.2.1657); - кардинал Джироламо Буонвизи (28.5.1657 — 21.2.1677); - кардинал Джулио Спинола (8.11.1677 — 3.9.1690); - кардинал Франческо Буонвизи (27.9.1690 — 22.8.1700); - кардинал Орацио Филиппо Спада (15.12.1704 — 17.1.1714) — назначен архиепископом Озимо; - Дженезио Кальки (26.5.1714 — 20.1.1720); - Бернардино Гвиниджи (29.12.1723 — 13.1.1729); - Томмазо Червиони (1.2.1729 — 1731); - Фабио Коллоредо (19.11.1731 — 15.11.1742) — ораторианец; - Джузеппе Пальма (28.1.1743 — 31.10.1761); - Винченцо Торре (5.2.1762 — 11.3.1763) — избранный епископ; - Джован Доменико Манзи (9.4.1764 — 27.9.1769); - Мартино Бьянки (12.3.1770 — 26.12.1788); - Паолино Франческо Бертолини (1789—1789) — избранный епископ; - Филиппо Сарди (3.8.1789 — 8.3.1826); - Джузеппе Де Нобили (3.7.1826 — 29.3.1836); - Джованни Доменико Стефанелли (11.7.1836 — 20.1.1845) — доминиканец, назначен титулярным архиепископом Траянополя; - Пьерлуиджи Пера (21.4.1845 — 8.7.1846); - Джулио Арригони(5.11.1850 — 10.1.1875); - Никола Гиларди (15.3.1875 — 20.7.1904); - кардинал Бенедетто Лоренцелли (14.11.1904 — 29.4.1910); - Артуро Марки (29.4.1910 — 4.2.1928); - Антонио Торрини (15.6.1928 — 20.1.1973); - Энрико Бартолетти (20.1.1973 — 31.3.1973); - Джулиано Агрести (25.3.1973 — 18.9.1990); - Бруно Томмази (20.3.1991 — 22.1.2005); - Бенвенуто Итало Кастеллани (22.01.2005 — 19.01.2019, в отставке); - Паоло Джульетти (19.01.2019 — по настоящее время). |  |

## Статистика
На конец 2004 года из 312 369 человек, проживающих на территории епархии, католиками являлись 293 145 человек, что соответствует 93,8 % от общего числа населения епархии.
| год  | население | население | население | священники | священники        | священники         | священники                           | постоянные диаконы | монахи  | монахи  | приходы |
| год  | католики  | всего     | %         | всего      | белое духовенство | черное духовенство | число католиков на одного священника | постоянные диаконы | мужчины | женщины | приходы |
| ---- | --------- | --------- | --------- | ---------- | ----------------- | ------------------ | ------------------------------------ | ------------------ | ------- | ------- | ------- |
| 1950 | 259.227   | 259.270   | 100,0     | 538        | 415               | 123                | 481                                  |                    | 151     | 177     | 248     |
| 1970 | 259.915   | 260.138   | 99,9      | 482        | 357               | 125                | 539                                  |                    | 156     | 834     | 261     |
| 1980 | 277.885   | 279.035   | 99,6      | 417        | 315               | 102                | 666                                  |                    | 109     | 708     | 260     |
| 1990 | 278.522   | 279.934   | 99,5      | 333        | 269               | 64                 | 836                                  | 3                  | 70      | 609     | 256     |
| 1999 | 302.140   | 306.774   | 98,5      | 346        | 282               | 64                 | 873                                  | 13                 | 77      | 535     | 362     |
| 2000 | 302.000   | 306.000   | 98,7      | 339        | 275               | 64                 | 890                                  | 13                 | 77      | 548     | 362     |
| 2001 | 302.000   | 308.360   | 97,9      | 342        | 280               | 62                 | 883                                  | 16                 | 74      | 546     | 362     |
| 2002 | 301.200   | 307.507   | 97,9      | 316        | 287               | 29                 | 953                                  | 16                 | 49      | 457     | 363     |
| 2003 | 293.140   | 299.972   | 97,7      | 306        | 277               | 29                 | 957                                  | 16                 | 50      | 452     | 363     |
| 2004 | 293.145   | 312.369   | 93,8      | 306        | 277               | 29                 | 957                                  | 17                 | 50      | 426     | 362     |